# Дипипанон
Дипипанон — опиоидный анальгетик. Смесь гидрохлоридов дипипанона и циклизина известна под торговым названием «Диконал» и назначается для утоления сильной боли.
Применение дипипанона может повлечь за собой побочные эффекты, среди них: тошнота, рвота, головокружение, сонливость.
Дипипанон относится к классу опиоидов под общим названием 4,4-дифенилгептан-3-оны. Молекула дипипанона схожа с молекулой метадона, различие заключается в N,N-диметил функциональной группе метадона, которая у дипипанона заменена на пиперидиновое кольцо.
При превышении терапевтической дозы дипипанон дает субъективные эффекты, типичные для опиатов: эйфорию, развивающуюся перекрестную толерантность с другими опиоидами, абстинентный синдром. Циклизин, входящий в состав Диконала, вызывает очень сильный «приход», если раствор таблеток ввести внутривенно, что делает препарат привлекательным для опиатных наркоманов. В связи с использованием дипипанона в рекреационных целях и наркогенным потенциалом препарата его оборот во многих странах законодательно ограничен.